# Nam vương Siêu quốc gia 2022
Nam vương Siêu quốc gia 2022 là cuộc thi Nam vương Siêu quốc gia lần thứ 6 được tổ chức vào ngày 16 tháng 7 năm 2022 tại Nowy Sącz, Ba Lan. Varo Vargas đến từ Perú đã trao lại danh hiệu cho Luis Daniel Gálvez đến từ Cuba vào đêm chung kết.

## Kết quả

### Thứ hạng
| Kết quả                   | Thí sinh |
| ------------------------- | --- |
| Mister Supranational 2022 | - Cuba - Luis Daniel Gálvez |
| Á vương 1                 | - Indonesia - Matthew Gilbert Wibowo |
| Á vương 2                 | - Hy Lạp - Leonidas Amfilochios |
| Á vương 3                 | - México - Moises Peñaloza Δ |
| Á vương 4                 | - Puerto Rico - Heriberto Rivera |
| Top 10                    | - Brasil - Guilherme Werne - El Salvador - Adrián Itzam Monge - Pháp - Pierre Bondon - Thái Lan - Teenarupakorn Muangmai § - Việt Nam - Bùi Xuân Đạt |
| Top 20                    | - Argentina - Angel Olaya - Bỉ - Yentl van Hoorbeke - Cộng hòa Dominica - Lewis Echavarria - Hàn Quốc - Han Jung-wan Δ - Perú - Nicola Roberto - Philippines - RaÉd Fernandez Al-Zghayér - Tây Ban Nha - Manuel Ndele - Trinidad và Tobago - Wynter Mason - Venezuela - Anthony Gallardo - Ý - Giuseppe Santagata Δ |

Ghi chú:
- § Thí sinh tiến thẳng vào Top 10 nhờ chiến thắng giải Supra Fan Vote.
- Δ Thí sinh tiến thẳng vào Top 20 nhờ chiến thắng một trong các giải Mister Top Model, Mister Supra Chat, hoặc Mister Influencer.

### Thứ tự gọi tên
| Top 20 1. Hàn Quốc 2. México 3. Ý 4. Trinidad và Tobago 5. Bỉ 6. Argentina 7. Pháp 8. Puerto Rico 9. Indonesia 10. Cuba 11. Tây Ban Nha 12. Philippines 13. Brasil 14. Hy Lạp 15. Thái Lan 16. El Salvador 17. Cộng hòa Dominica 18. Perú 19. Việt Nam 20. Venezuela | Top 10 1. El Salvador 2. Thái Lan 3. Puerto Rico 4. Cuba 5. Hy Lạp 6. Brasil 7. México 8. Việt Nam 9. Indonesia 10. Pháp | Top 5 1. Indonesia 2. Cuba 3. Hy Lạp 4. México 5. Puerto Rico |

### Nam vương Châu lục
| Danh hiệu                             | Thí sinh                           |
| ------------------------------------- | ---------------------------------- |
| Nam vương Siêu quốc gia Châu Phi      | - Namibia – Jean-Louis Knouwds     |
| Nam vương Siêu quốc gia Châu Mỹ       | - Brasil – Guilherme Werner        |
| Nam vương Siêu quốc gia Châu Á        | - Việt Nam - Bùi Xuân Đạt          |
| Nam vương Siêu quốc gia vùng Caribe   | - Trinidad & Tobago - Wynter Mason |
| Nam vương vương Siêu quốc gia Châu Âu | - Pháp – Pierre Bondon             |

### Giải thưởng đặc biệt
| Giải thưởng           | Thí sinh                            |
| --------------------- | ----------------------------------- |
| Mister Supra Chat     | - Hàn Quốc - Han Jung-wan           |
| Top Model             | - México - Moises Peñaloza          |
| Mister Talent         | - Nepal - Sanish Shrestha           |
| Mister Friendship     | - Ý - Giuseppe Santagata            |
| Mister Fitness        | - Pháp - Pierre Bondon              |
| Mister Personality    | - México - Moises Peñaloza          |
| Mister Photogenic     | - Puerto Rico - Heriberto Rivera    |
| Mister Supra Fan Vote | - Thái Lan - Teenarupakorn Muangmai |
| Mister Influencer     | - Ý - Giuseppe Santagata            |

## Các thử thách

### Supra Chat

#### Vòng 1
- Tiến vào Vòng cuối

| Nhóm | Quốc gia 1 | Quốc gia 2   | Quốc gia 3  | Quốc gia 4        | Quốc gia 5   | Quốc gia 6         |
| ---- | ---------- | ------------ | ----------- | ----------------- | ------------ | ------------------ |
| 1    | Bỉ         | Cộng hòa Séc | Đức         | Pháp              | Ý            | Hà Lan             |
| 2    | Argentina  | Brasil       | Ecuador     | Cộng hòa Dominica | Panama       | Tây Ban Nha        |
| 3    | Hy Lạp     | Malta        | Mauritius   | Namibia           | Slovakia     | Trinidad và Tobago |
| 4    | Campuchia  | Indonesia    | Hàn Quốc    | Lào               | Thái Lan     | Việt Nam           |
| 5    | Haiti      | Nepal        | Philippines | Ba Lan            | Sierra Leone | Zimbabwe           |
| 6    | Cuba       | El Salvador  | México      | Perú              | Puerto Rico  | Hoa Kỳ             |

- Thí sinh đến từ  Venezuela – Anthony Gallardo không tham gia vòng 1 của Supra Chat
- Thí sinh đến từ  Sierra Leone – Alhassan Dumbuya và  Slovakia – Michal Hlinka tham gia vòng 1 của Supra Chat nhưng không tham gia ở đêm chung kết

#### Vòng cuối
Thí sinh chiến thắng Supra Chat sẽ được tiến thẳng vào Top 20: 
| Kết quả     | Thí sinh |
| ----------- | --- |
| Chiến thắng | - Hàn Quốc – Han Jung-wan |
| Top 12      | - Argentina – Angel Olaya - Bỉ – Yentl van Hoorbeke - Cuba – Luis Daniel Gálvez - Ecuador – Alberto Arroyo - Malta – Ron Bonsfiled - Namibia – Jean-Louis Knouwds - Nepal – Sanish Shrestha - Perú – Nicola Roberto - Thái Lan – Teenarupakorn Muangmai - Ý – Giuseppe Santagata - Zimbabwe – Tatenda Njanike |

- Thí sinh đến từ  Zimbabwe – Tatenda Njanike chiến thắng vòng 1 của Supra Chat nhưng không tham gia ở đêm chung kết

### Supra Model
Thí sinh chiến thắng thử thách Supra Model sẽ tiến thẳng vào Top 20
| Kết quả     | Thí sinh |
| ----------- | --- |
| Chiến thắng | - México – Moises Peñaloza |
| Top 5       | - Cuba – Luis Daniel Gálvez - Hàn Quốc – Han Jung-wan - Tây Ban Nha – Manuel Ndele - Việt Nam – Bùi Xuân Đạt                                        |
| Top 10      | - Argentina – Angel Olaya - Perú – Nicola Roberto - Pháp – Pierre Bondon - Philippines – RaÉd Fernandez Al-Zghayér - Puerto Rico – Heriberto Rivera |

### Supra Influencer
Thí sinh chiến thắng giải thưởng Supra Influencer sẽ tiến thẳng vào Top 20 
| Kết quả     | Thí sinh |
| ----------- | --- |
| Chiến thắng | - Ý – Giuseppe Santagata |
| Top 10      | - Argentina – Angel Olaya - Ecuador – Alberto Arroyo - Hà Lan – Fransel Meyers - Hàn Quốc – Han Jung-wan - Indonesia – Matthew Gilbert Wibowo - Malta – Ron Bonsfiled - Namibia – Jean-Louis Knouwds - Nepal – Sanish Shrestha - Thái Lan – Teenarupakorn Muangmai |

### Supra Fan Vote
Thí sinh chiến thắng giải thưởng Supra Fan Vote sẽ tiến thẳng vào Top 10 
| Kết quả     | Thí sinh |
| ----------- | --- |
| Chiến thắng | - Thái Lan – Teenarupakorn Muangmai |
| Top 10      | - Argentina – Angel Olaya - Cuba – Luis Daniel Gálvez - Đức – Marco Bauer - Ecuador – Alberto Arroyo - Haiti – Mendossa Désir - Hoa Kỳ – Keith Williams - Perú – Nicola Roberto - Puerto Rico – Heriberto Rivera - Ý – Giuseppe Santagata |

### Mister Talent
| Kết quả     | Quốc gia |
| ----------- | --- |
| Chiến thắng | - Nepal – Sanish Shrestha |
| Top 5       | - El Salvador – Adrián Itzam Monge - Haiti – Mendossa Désir - Indonesia – Matthew Gilbert Wibowo - Thái Lan – Teenarupakorn Muangmai |

## Thí sinh tham gia
34 thí sinh dự thi.
| Quốc gia/Vùng lãnh thổ | Thí sinh                  | Tuổi | Quê quán              | T.k.          |
| ---------------------- | ------------------------- | ---- | --------------------- | ------------- |
| Argentina              | Angel Olaya               | 26   | Buenos Aires          | [ 10 ]        |
| Ba Lan                 | Jakub Kowalewski          | 27   | Szczecinek            |               |
| Bỉ                     | Yentl van Hoorbeke        | 26   | Eeklo                 | [ 11 ] [ 12 ] |
| Brasil                 | Guilherme Werner          | 27   | Mafra                 | [ 13 ] [ 14 ] |
| Campuchia              | Lao Panha                 | 24   | Siem Reap             | [ 15 ] [ 16 ] |
| Cuba                   | Luis Daniel Gálvez        | 27   | Havana                |               |
| Cộng hòa Dominica      | Lewis Echavarria          | 27   | Santo Domingo         | [ 17 ] [ 18 ] |
| Đức                    | Marco Bauer               | 33   | Bensheim              | [ 19 ]        |
| Ecuador                | Alberto Arroyo            | 28   | Quito                 | [ 20 ]        |
| El Salvador            | Adrián Itzam Monge        | 26   | San Salvador          |               |
| Haiti                  | Mendossa Désir            | 26   | Port-Au-Prince        | [ 21 ]        |
| Hà Lan                 | Fransel Meyers            | 26   | Rotterdam             |               |
| Hàn Quốc               | Han Jung-wan              | 25   | Namyangju             |               |
| Hoa Kỳ                 | Keith Williams            | 31   | New Jersey            |               |
| Hy Lạp                 | Leonidas Amfilochios      | 23   | Athens                | [ 22 ]        |
| Indonesia              | Matthew Gilbert Wibowo    | 22   | Purwokerto            | [ 23 ]        |
| Lào                    | Tar Singsavanh            | 23   | Viêng Chăn            | [ 24 ] [ 25 ] |
| Malta                  | Ron Bonsfiled             | 22   | Mġarr                 | [ 26 ] [ 27 ] |
| Mauritius              | Jean-Laurent David        | 31   | Beau Bassin-Rose Hill | [ 28 ]        |
| México                 | Moises Peñaloza           | 30   | Tamaulipas            | [ 29 ]        |
| Namibia                | Jean-Louis Knouwds        | 30   | Windhoek              | [ 30 ] [ 31 ] |
| Nepal                  | Sanish Shrestha           | 22   | Kathmandu             |               |
| Panama                 | Elvis Alexis Hidalgo      | 22   | Santiago de Vargas    | [ 32 ]        |
| Perú                   | Nicola Roberto            | 21   | Miraflores            | [ 33 ]        |
| Pháp                   | Pierre Bondon             | 30   | Bordeaux              | [ 34 ] [ 35 ] |
| Philippines            | RaÉd Fernandez Al-Zghayér | 34   | Thành phố Angeles     | [ 36 ]        |
| Puerto Rico            | Heriberto Rivera          | 23   | Mayaguez              |               |
| Séc                    | Jiří Perout               | 23   | Rájec-Jestřebí        | [ 37 ] [ 38 ] |
| Tây Ban Nha            | Manuel Ndele              | 26   | Guadalajara           | [ 39 ] [ 40 ] |
| Thái Lan               | Teenarupakorn Muangmai    | 27   | Chachoengsao          |               |
| Trinidad và Tobago     | Wynter Mason              | 25   | Diego Martin          | [ 41 ]        |
| Venezuela              | Anthony Gallardo          | 29   | Caracas               | [ 42 ]        |
| Việt Nam               | Bùi Xuân Đạt              | 26   | Hưng Yên              | [ 43 ] [ 44 ] |
| Ý                      | Giuseppe Santagata        | 27   | Alife                 | [ 45 ] [ 46 ] |

### Dự thi quốc tế khác
| Cuộc thi         | Năm  | Quốc gia/vùng lãnh thổ | Thí sinh                  | Thứ hạng | T.k.   |
| ---------------- | ---- | ---------------------- | ------------------------- | -------- | ------ |
| Man of the World | 2025 | Philippines            | Raéd Fernandez Al-Zghayér | Top 10   | [ 47 ] |

## Chú ý

### Lần đầu
- Campuchia
- Cuba
- El Salvador
- Ý
- Mauritius
- Namibia

### Trở lại
Lần tham gia cuối cùng vào năm 2017:
- Đức

Lần tham gia cuối cùng vào năm 2018:
- Argentina
- Trinidad và Tobago

Lần tham gia cuối cùng vào năm 2019:
- Lào
- Việt Nam

### Bỏ cuộc
- Aruba
- Colombia
- Ấn Độ
- Bắc Macedonia
- România
- Sierra Leone
- Singapore
- Slovakia
- Nam Phi
- Togo